# Parafia Matki Bożej Pocieszenia i św. Michała Archanioła w Górce Duchownej
Parafia Matki Bożej Pocieszenia i św. Michała Archanioła w Górce Duchownej – parafia rzymskokatolicka z siedzibą w Górce Duchownej, znajdująca się w archidiecezji poznańskiej, w dekanacie śmigielskim.